# Drew Struzan
Drew Struzan (Oregon City, 18 marzo 1947) è un illustratore statunitense, principalmente noto a livello internazionale per le sue opere artistiche dedicate al cinema. Ha realizzato infatti le locandine di film e serie cinematografiche molto popolari, tra cui quelle di Guerre stellari, Indiana Jones, Rambo e Ritorno al futuro.

## Biografia
Drew Struzan è nato e cresciuto a Oregon City. Nel 1965, a soli 18 anni, si è iscritto presso la Art Center College of Design, trasferendosi a Los Angeles, California. 

## Carriera
Prima di diventare molto popolare come cartellonista cinematografico Struzan, subito dopo essersi diplomato, ha lavorato presso uno studio di Los Angeles che curava la realizzazione delle copertine di album musicali di diversi artisti tra cui: The Beach Boys, Bee Gees, Roy Orbison, Black Sabbath, Glenn Miller e Earth, Wind and Fire.
I primi poster per il cinema li realizza a partire dalla metà degli anni settanta curando i manifesti per alcuni B-Movies come L'impero delle termiti giganti, Il cibo degli dei e I carnivori venuti dalla savana. Raggiunge la fama realizzando nel 1977 i manifesti per Guerre Stellari.

## Manifesti cinematografici (lista parziale)
- Guerre stellari (Star Wars Episode IV: A New Hope), regia di George Lucas (1977), suo l'artwork della riedizione del 1997
- L'Impero colpisce ancora (Star Wars Episode V: The Empire Strikes Back), regia di Irvin Kershner (1980), suo l'artwork della riedizione del 1997
- Il ritorno dello Jedi ( Star Wars Episode VI: Return of the Jedi), regia di Richard Marquand (1983), suo l'artwork della riedizione del 1997
- I predatori dell'arca perduta (Raiders of the Lost Ark), regia di Steven Spielberg (1981)
- La corsa più pazza d'America (The Cannonball Run), regia di Hal Needham (1981)
- La cosa (The Thing), regia di John Carpenter (1982), non utilizzato per la versione italiana del manifesto
- Indiana Jones e il tempio maledetto (Indiana Jones and the Temple of Doom), regia di Steven Spielberg (1984)
- Scuola di polizia (Police Academy), regia di Hugh Wilson (1984)
- I Goonies (The Goonies), regia di Richard Donner (1985)
- Ritorno al futuro (Back to the Future), regia di Robert Zemeckis (1985)
- Grosso guaio a Chinatown (Big Trouble in Little China), regia di John Carpenter (1986)
- Fievel sbarca in America (An American Tail), regia di Don Bluth  (1986)
- Tutto quella notte (Adventures in Babysitting), regia di Chris Columbus (1987)
- Indiana Jones e l'ultima crociata (Indiana Jones and the Last Crusade), regia di Steven Spielberg (1989)
- Ritorno al futuro - Parte II (Back to the Future: Part II), regia di Robert Zemeckis (1989)
- Ritorno al futuro - Parte III (Back to the Future: Part III), regia di Robert Zemeckis (1990)
- Hook - Capitan Uncino (Hook), regia di Steven Spielberg (1991)
- Indiana Jones e il regno del teschio di cristallo (Indiana Jones and the Kingdom of the Crystal Skull), regia di Steven Spielberg (2008)